# ICD-10 第十四章：泌尿生殖系统疾病

## N00-N08 肾小球疾病
N00-N08 肾小球疾病
- N00 急性肾炎综合征
- N01 急进型肾炎综合征
- N02 复发性和持续性血尿
- N03 慢性肾炎综合征
- N04 肾变病综合征
- N05 未特指的肾炎综合征
- N06 孤立性蛋白尿，伴有特指的形态学损害
- N07 遗传性肾病变，不可归类在他处者
- N08 分类于他处的疾病引起的肾小球疾患

## N10-N16肾小管、间质疾病
N10-N16 肾小管、间质疾病
- N10 急性肾小管、间质肾炎
- N11 慢性肾小管、间质肾炎
- N12 肾小管、间质肾炎，未特指急性或慢性
- N13 阻塞性和反流性尿路病
- N14 药物和重金属诱发的肾小管、间质和肾小管情况
- N15 其他肾小管、间质疾病
- N16 分类于他处的疾病引起的肾小管、间质疾患

## N17-N19 肾衰竭
N17-N19 肾衰竭
- N17 急性肾衰竭
- N18 慢性肾衰竭
- N19 未特指的肾衰竭

## N20-N23 尿石病
N20-N23 尿石病
- N20 肾和输尿管结石
- N21 下泌尿道结石
- N22 分类于他处的疾病引起的泌尿道结石
- N23 未特指的肾绞痛

## N25-N29 肾和输尿管的其他疾患
N25-N29 肾和输尿管的其他疾患
- N25 肾小管功能损害所致的疾患
- N26 未特指的肾挛缩
- N27 原因不明的小肾
- N28 肾和输尿管的其他疾患，不可归类在他处者
- N29 分类于他处的疾病引起的肾和输尿管的其他疾患

## N30-N39 泌尿系统的其他疾病
N30-N39 泌尿系统的其他疾病
- N30 膀胱炎
- N31 膀胱神经肌肉功能不良，不可归类在他处者
- N32 膀胱的其他疾患
- N33 分类于他处的疾病引起的膀胱疾患
- N34 尿道炎和尿道综合征
- N35 尿道狭窄
- N36 尿道的其他疾患
- N37 分类于他处的疾病引起的尿道疾患
- N39 泌尿系统的其他疾患

## N40-N51 男性生殖器官疾病
N40-N51 男性生殖器官疾病
- N40 前列腺增生
- N41 前列腺炎性疾病
- N42 前列腺的其他疾患
- N43 水囊肿（睾丸鞘膜积液）和精子囊肿
- N44 睾丸扭转
- N45 睾丸炎和附睾炎
- N46 男性不育症
- N47 包皮过长、包茎和包茎嵌顿
- N48 阴茎的其他疾患
- N49 男性生殖器官炎性疾患，不可归类在他处者
- N50 男性生殖器官的其他疾患
- N51 分类于他处的疾病引起的男性生殖器官的疾患

## N60-N64 乳房疾患
N60-N64 乳房疾患
- N60 良性乳房发育不良
- N61 乳房炎性疾患
- N62 乳房肥大
- N63 未特指的乳房肿块
- N64 乳房的其他疾患

## N70-N77 女性盆腔器官炎性疾病
N70-N77 女性盆腔器官炎性疾病
- N70 输卵管炎和卵巢炎
- N71 子宫炎性疾病，除外宫颈
- N72 宫颈炎性疾病
- N73 其他女性盆腔炎性疾病
- N74 分类于他处的疾病引起的女性盆腔炎性疾患
- N75 前庭大腺（巴多林腺）疾病
- N76 阴道和外阴的其他炎症
- N77 分类于他处的疾病引起的外阴阴道溃疡和炎症

## N80-N98 女性生殖道非炎性疾患
N80-N98 女性生殖道非炎性疾患
- N80 子宫内膜异位
- N81 女性生殖器脱垂
- N82 涉及女性生殖道的瘘
- N83 卵巢、输卵管和阔韧带的非炎性疾患
- N84 女性生殖道息肉
- N85 子宫其他非炎性疾患，除外宫颈
- N86 宫颈糜烂和外翻
- N87 宫颈发育不良
- N88 宫颈其他非炎性疾患
- N89 阴道的其他非炎性疾患
- N90 外阴和会阴的其他非炎性疾患
- N91 无月经、月经过少和月经稀少
- N92 月经过多、频繁而且不规则
- N93 其他异常的子宫和阴道出血
- N94 与女性生殖器官和月经周期有关的疼痛和其他情况
- N95 绝经期和其他围绝经期和疾患
- N96 习惯性流产
- N97 女性不育症
- N98 与人工授精有关的并发症
- N99 泌尿生殖系统的其他疾患